# Carol Dempster

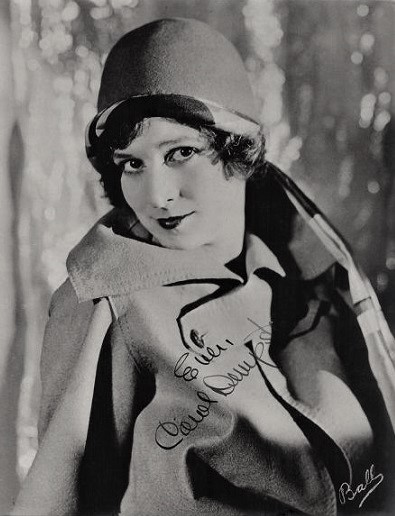
Carol Dempster (1920er-Jahre, Fotografie von Elmer Russell Ball)

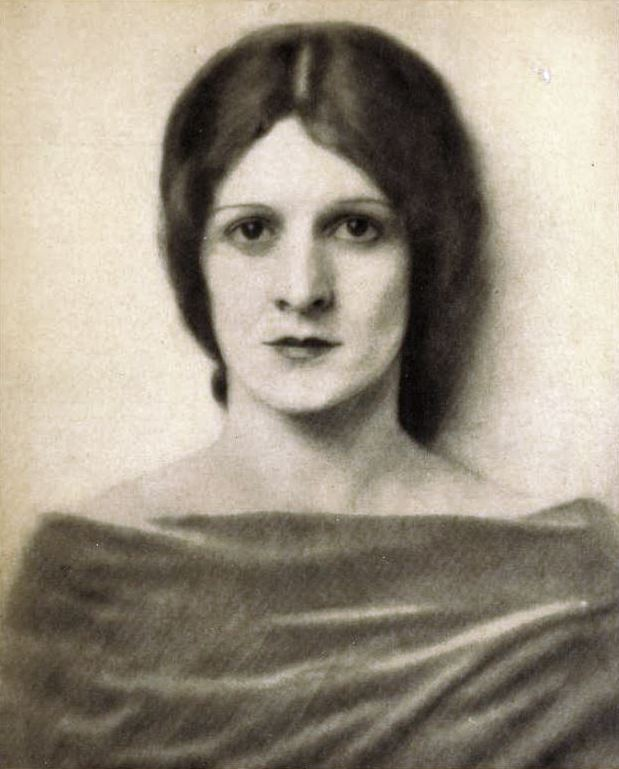
Carol Dempster (1923)

Carol Dempster (* 9. Dezember 1901 in Duluth, Minnesota; † 1. Februar 1991 in La Jolla, Kalifornien) war eine US-amerikanische Schauspielerin der Stummfilmära.

## Leben und Karriere
Carol Dempster wuchs in Minnesota und später in Kalifornien auf. Hier wurde sie von der Tänzerin Ruth St. Denis entdeckt, die sie für ihre Tanzschule verpflichtete. Ruth St. Denis und ihre Tänzerinnen wurden von Hollywood-Regisseur David Wark Griffith für dessen Monumentalfilm Intoleranz angestellt, in dem sie als babylonische Tänzerinnen auftraten. Am Filmset wurde Griffith auf Dempster aufmerksam und nahm sie unter Vertrag. Anschließend erhielt sie einige Nebenrollen, beispielsweise in True Heart Susie von 1919. Ihre erste Hauptrolle spielte sie im selben Jahr in The Girl Who Stayed at Home, einem der heute weniger bekannten Filme Griffiths, der das Schicksal einer französischen Familie im Rahmen des Ersten Weltkrieges abbildet.
Oft gilt Dempster als der letzte bedeutende Filmstar, den Griffiths Talentschmiede hervorbrachte. Als um etwa 1920 viele der Schauspieler wie Lillian Gish, Dorothy Gish, Richard Barthelmess und Mae Marsh, denen Griffith zum Durchbruch verholfen hatte, auch mit anderen Regisseuren arbeiten wollten oder anderswo lukrativere Verträge eingingen, bekam Dempster ihre große Chance und wurde von dem Regisseur protegiert. In den folgenden Jahren erhielt sie viele Hauptrollen von ihm. Zeitweise wurde ihr und Griffith, der damals von seiner Ehefrau Linda Arvidson getrennt lebte, auch eine Beziehung nachgesagt. Andere Schauspielerinnen wie die Gish-Schwestern oder Mae Marsh hatten auch deshalb wenig für Dempster übrig. Außerhalb von Griffith-Produktionen spielte sie fast nie, eine Ausnahme war 1922 der Kriminalfilm Sherlock Holmes mit John Barrymore.
Auch mit Kritikern hatte Dempster einen schweren Stand, da sie manchmal als billige Kopie anderer Griffith-Entdeckungen galt, in deren Nachfolge sie stand. Tatsächlich scheint sie in einigen ihrer frühen Hauptrollen bis in den Bereich kleiner Gesten die Darstellungsweisen der Gish-Schwestern zu imitieren. Über ihre Hauptrolle im Film The Love Flower (1920), in der sie auch schwimmt, schrieb etwa der Kritiker Burns Mantle: „Schauspielerisch ist Miss Dempster eine exzellente Wassertaucherin“. Die späteren Leistungen von Dempster werden mehr geschätzt, so sieht Menefee ihren Auftritt in America (1924), Griffiths Monumentalfilm über die amerikanische Unabhängigkeit, als einen Höhepunkt ihrer Karriere an. Ihre Darstellung einer Flüchtlingsfrau im Nachkriegs-Berlin in Ist das Leben nicht wunderschön? (1924), eine komödiantische Rolle neben W. C. Fields in Sally of the Sawdust (1925) und ihre letzte Filmdarstellung in The Sorrows of Satan (1926) werden ebenfalls allgemein als gelungen betrachtet. Trotzdem wird Dempster manchmal für den in den 1920er-Jahren stattfindenden Sinkflug von Griffiths Karriere mitverantwortlich gemacht, der allerdings wohl so oder so seinen künstlerischen Zenit überschritten hatte.
Nach ihrer Heirat mit dem New Yorker Bankier Edwin S. Larson zog sie sich vollständig aus dem Filmgeschäft zurück. Das Ehepaar blieb bis zu Larsons Tod 1978 verheiratet. Dempster beschrieb gegenüber Filmhistorikern in einem ihrer späteren Interviews, dass ihr Leben im Gegensatz zu einigen ihrer Filmfiguren ein Happy End gehabt habe. Im Februar 1991 starb sie im Alter von 89 Jahren an einem Herzleiden. In ihrem Testament vermachte sie 1,6 Millionen US-Dollar dem San Diego Museum of Art. Carol Dempster wurde auf dem Forest Lawn Memorial Park im kalifornischen Glendale bestattet.

## Filmografie
- 1916: Intoleranz (Intolerance)
- 1918: Lillian Gish in a Liberty Loan Appeal (Kurzfilm)
- 1918: The Greatest Thing in Life
- 1918: The Hope Chest
- 1919: A Romance of Happy Valley
- 1919: The Girl Who Stayed at Home
- 1919: True Heart Susie
- 1919: Scarlet Days
- 1920: The Love Flower
- 1920: Weit im Osten (Way Down East)
- 1921: Dream Street
- 1922: Sherlock Holmes
- 1922: Eine geheimnisvolle Nacht (One Exciting Night)
- 1923: The White Rose
- 1924: America
- 1924: Ist das Leben nicht wunderschön? (Isn’t Life Wonderful?)
- 1925: Sally vom Jahrmarkt (Sally of the Sawdust)
- 1925: Die Tat ohne Zeugen (That Royle Girl)  (in Österreich: Charleston, Liebe und Mord)
- 1926: Lord Satanas (The Sorrows of Satan)